# 下恩岑
下恩岑（法語：Niederentzen，发音：[nidəʁ.ɛnt͡sən]；德语：Niederenzen），或纯音译作尼德恩岑，是法国上莱茵省的一个市镇，属于坦恩-盖布维莱尔区（Guebwiller）和恩西赛姆县（Ensisheim）。该市镇总面积8.81平方公里，2009年时的人口为403人。

## 地名
该地名Niederentzen来源于德语“Niederenzen”，前缀“Nieder-”在德语中意为“下”，且该地与上恩岑（Oberentzen ，前缀“Ober-”在德语中意为“上”；此地或纯音译作“奥伯恩岑”）相连。

## 人口
下恩岑人口变化图示